# Znak legitymacyjny
Znak legitymacyjny – dokument lub inny przedmiot występujący w roli dokumentu, stanowiący dowód przysługiwania określonej osobie określonego uprawnienia cywilnoprawnego i – z reguły – umożliwiający skorzystanie z tego uprawnienia. Skorzystanie z tego uprawnienia jest jednak (przynajmniej formalnie) możliwe i bez posiadania tego dokumentu, ponieważ znak legitymacyjny jest tylko dowodem prawa, a nie inkorporuje go w sobie, jak papier wartościowy. Przykładowo przewoźnik lotniczy może stwierdzić uprawnienie pasażera zgłaszającego się do odprawy na podstawie rejestru sprzedanych biletów imiennych.
Znakami legitymacyjnymi są wszelkie bilety, karnety, przepustki, kwity bagażowe, numerki w szatni, karty gwarancyjne, a także dokumenty z ksh świadectwa założycielskie (art. 355 § 2) i świadectwa użytkowe (art. 361 § 1 zd. 1 ksh) w spółce akcyjnej, karty płatnicze, świadectwa depozytowe.
Katalog znaków legitymacyjnych nie jest zamknięty.
Znaku legitymacyjnego nie należy mylić z legitymacją (w sensie dokumentu). To inna instytucja, z zakresu prawa administracyjnego.

## Zastosowanie
Znaki legitymacyjne wystawiane są w związku z potrzebami masowego obrotu, a ich zasadnicza funkcja polega na ułatwianiu identyfikacji lub indywidualizacji osoby uprawnionej do odbioru świadczenia spełnianego przez przedsiębiorcę. Służą one racjonalizacji działalności gospodarczej podmiotów wchodzących w wielką liczbę stosunków zobowiązaniowych z nieznanymi im osobami. Znaki legitymacyjne ułatwiają uprawnionemu wykazanie przysługującemu mu prawa do otrzymania świadczenia. W odróżnieniu od papierów wartościowych pełnią jedynie funkcję dowodową doktrynie często się zwraca uwagę fakt, że w zamyśle ustawodawcy nie pełnią funkcji obiegowej, niemniej jednak obrót większością znaków legitymacyjnych jest dopuszczalny. 	